# Том и Джери (Ван Бойрен)
 Тази статия е за анимационните герои на Van Beuren Studios.  За анимационните герои на Метро-Голдуин-Майер вижте Том и Джери.  
Том и Джери са двама анимационни герои, участвали в серия ранни анимационни филми на „Van Beuren Studios“. Разпространявани от „RKO Pictures“, филми са правени за периода от 1931 до 1933 година. Когато „Official Films“ закупуват филмите, главните герои са преименувани на Дик и Лари, за да бъде предотвратено объркване с „Том и Джери“ на „Метро-Голдуин-Майер“ (МГМ). В наши дни анимационните историци наричат героите „Том и Джери на Ван Бойрен“. Сега всичките епизоди са обществено достояние.
Джоузеф Барбера започва кариерата си на аниматор, работейки върху тези филми. През 1940 година Хана и Барбера създават именно за „МГМ“ друго анимационно дуо със същите имена: котка и мишка.

## Описание
Героите наподобяват Мът и Джеф, един нисък (Джери) и един висок (Том). Всеки един от анимационните филми показва различно приключение и сюжетът варира от филм на филм. Понякога те са адвокати, ловци, водопроводчици и др.
Филмите са много подобни стилово на създаваните от „Fleischer Studios“, които също се намирали в Ню Йорк. Според енциклопедията „Туунопедия“ на Маркщайн, в контекста на многото визуални прилики, служители от „Fleischer“ понякога се запътвали към „Van Beuren“. Студиото се разполагало от другата страна на пътя.
Приключенията на Том и Джери като цяло са абсурдистка комедия, за което свидетелстват странните образи, расистките теми и няколко сексуални препратки. Във филм от 1932 година („Piano Tooners“) ясно се вижда герой от филмите за Бети Буп, което допълнително свидетелства за стиловите отношения между двете студия. Том и Джери обаче не достигат популярността на Мики Маус, Бети Буп и Боско, а последната серия е създадена през 1933 година.

## Филмография
| Заглавие                                      | Режисьори                      | Дата на издаване     |
| --------------------------------------------- | ------------------------------ | -------------------- |
| Wot a Night                                   | Джон Фостър и Джордж Сталингс  | 1 август 1931 г.     |
| Polar Pals                                    | Джон Фостър и Джордж Рафъл     | 5 септември 1931 г.  |
| Trouble                                       | Джон Фостър и Джордж Сталингс  | 10 октомври 1931 г.  |
| Jungle Jam                                    | Джон Фостър и Джордж Рафъл     | 14 ноември 1931 г.   |
| A Swiss Trick                                 | Джон Фостър и Джордж Сталингс  | 19 декември 1931 г.  |
| Rocketeers                                    | Джон Фостър и Джордж Рафъл     | 30 януари 1932 г.    |
| Rabid Hunters                                 | Джон Фостър и Джордж Сталингс  | 27 февруари 1932 г.  |
| In the Bag                                    | Джон Фостър и Джордж Рафъл     | 26 март 1932 г.      |
| Joint Wipers                                  | Джон Фостър и Джордж Сталингс  | 23 април 1932 г.     |
| Pots and Pans                                 | Джон Фостър и Джордж Рафъл     | 14 май 1932 г.       |
| The Tuba Tooter                               | Джон Фостър и Джордж Сталингс  | 4 юни 1932 г.        |
| Plane Dumb                                    | Джон Фостър и Джордж Рафъл     | 4 юни 1932 г.        |
| Redskin Blues                                 | Джон Фостър и Джордж Сталингс  | 23 юли 1932 г.       |
| Jolly Fish                                    | Джон Фостър и Джордж Сталингс  | 19 август 1932 г.    |
| Barnyard Bunk                                 | Джон Фостър и Джордж Рафъл     | 16 септември 1932 г. |
| A Spanish Twist                               | Джон Фостър и Джордж Сталингс  | 7 октомври 1932 г.   |
| Piano Tooners                                 | Джон Фостър и Джордж Рафъл     | 11 ноември 1932 г.   |
| Pencil Mania                                  | Джон Фостър и Джордж Сталингс  | 9 декември 1932 г.   |
| Tight Rope Tricks                             | Джон Фостър и Джордж Рафъл     | 6 януари 1933 г.     |
| Magic Mummy                                   | Джон Фостър и Джордж Сталингс  | 7 февруари 1933 г.   |
| Happy Hoboes                                  | Джордж Сталингс и Джордж Рафъл | 31 март 1933 г.      |
| Puzzled Pals                                  | Джордж Сталингс и Франк Шърман | 31 март 1933 г.      |
| Hook and Ladder Hokum (също A Fireman's Life) | Джордж Сталингс и Франк Ташлин | 28 април 1933 г.     |
| In the Park                                   | Франк Шърман и Джордж Рафъл    | 26 май 1933 г.       |
| Dough Nuts                                    | Франк Шърман и Джордж Рафъл    | 10 юли 1933 г.       |
| The Phantom Rocket                            | Франк Шърман и Джордж Рафъл    | 31 юли 1933 г.       |